# Порга (князь)
Порга (Ποργά, также Борко) — один из первых князей Приморской Хорватии.

## Упоминания

### De Administrando Imperio
В «De Administrando Imperio» Константина Багрянородного упоминается о том, что император Византии Ираклий I (610—641) поселил белых хорватов в Хорватии после того, как они изгнали аваров во время правления отца Порга. Затем он повествует, что Ираклий послал священников из Рима, и назначил архиепископа, епископа, старейшин и диаконов из них, и они крестили хорватов, которые были тогда под властью Порга.

### В современной историографии
Хорватский историк Омрчанин (Omrčanin) считает, что Порга правил в 660—680, в то время как его отец занимал престол в 635—660.
Ховорц (Howorth) в своем труде The Spread of the Slaves (1878) считал, что Порга — это сын одного из пяти братьев, которые ушли из Белой Хорватии на Балканы. Он отмечал, что такое имя является редкостью, и упоминает П. Й. Шафарика, который сравнил имя Порга с именем Пургас, которое принадлежало вождю Мордвину, упоминаемому в 1229 году, что делает возможным тот факт, что хорваты находились под властью иностранных князей, возможно, аваров. Но возможно, что Порга — это некорректная транскрипция славянского имени Борко.
Папа римский Иоанн IV (640—642), который был родом из Далмации, послал аббата Мартина в хорватские земли.